# Ganzzug

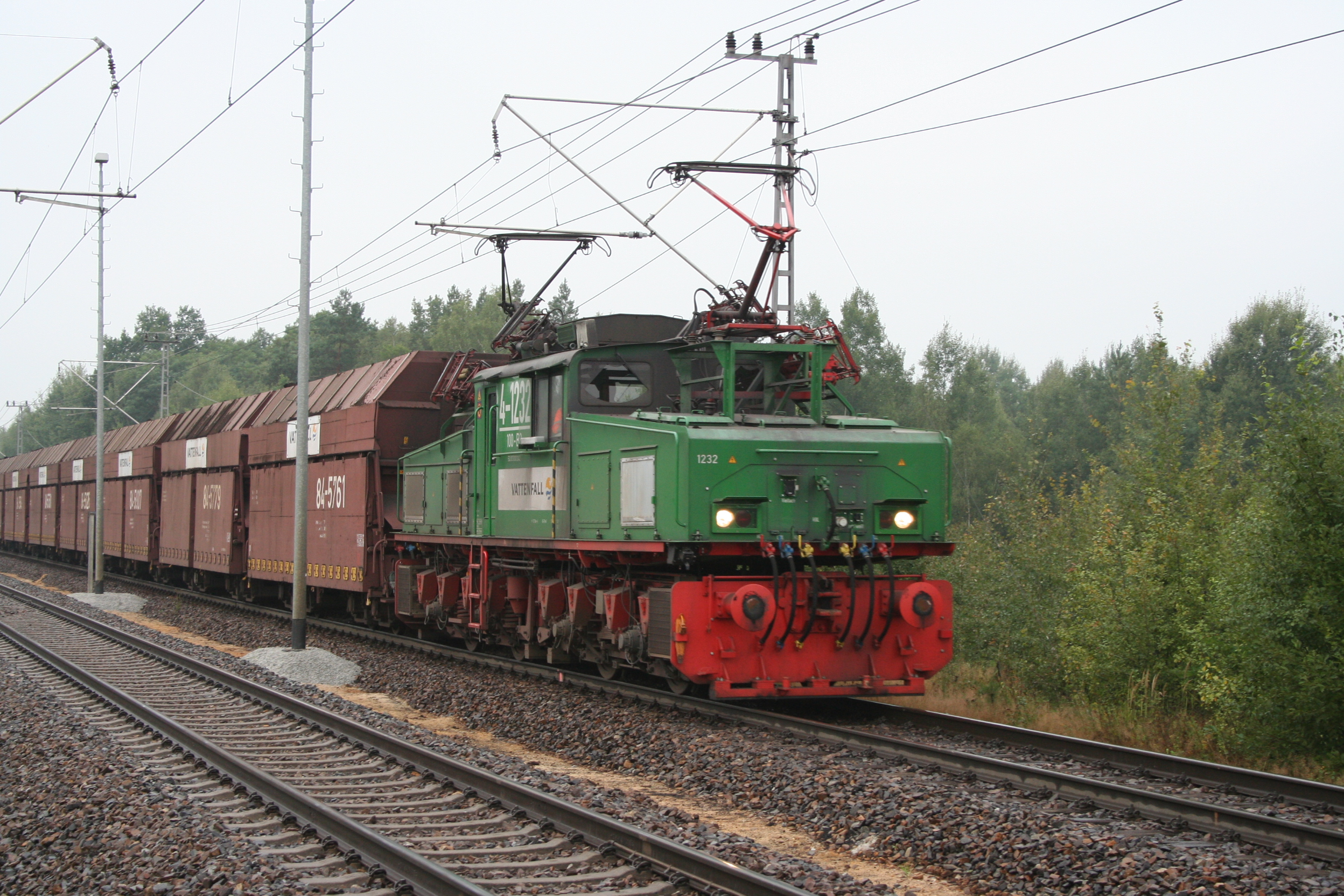
Kohletransport bei einer Grubenbahn aus Sattelwagen

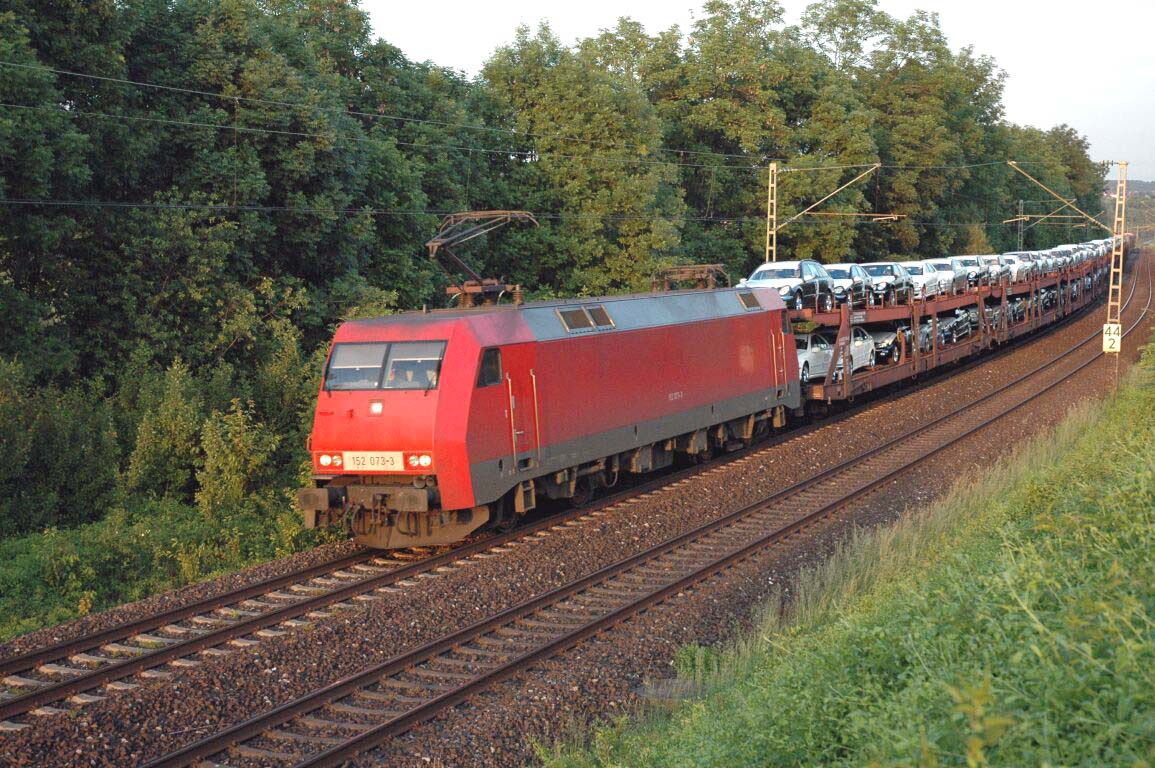
Ganzzug der Deutschen Bahn im Auftrag der DaimlerChrysler AG zwischen den Werken Sindelfingen und Bremen

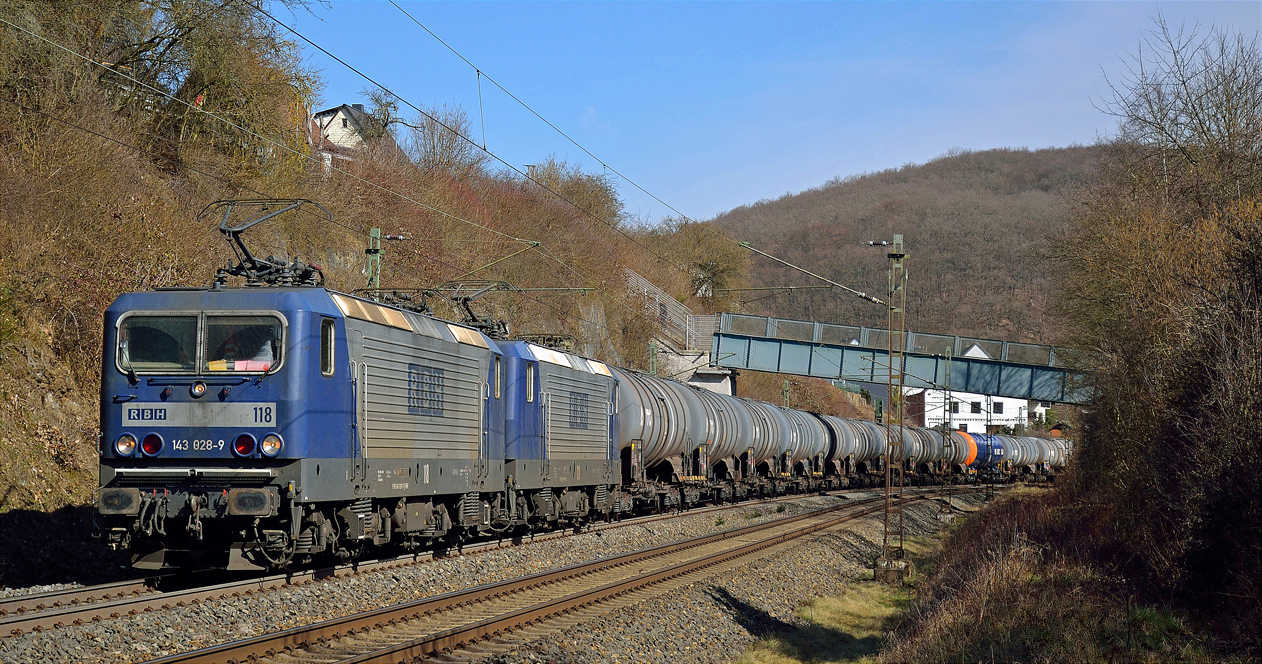
Eine Doppeltraktion der Baureihe 143 von RBH Logistics mit einem Ganzzug bestehend aus Kesselwagen auf der Dillstrecke bei Sechshelden (März 2017).

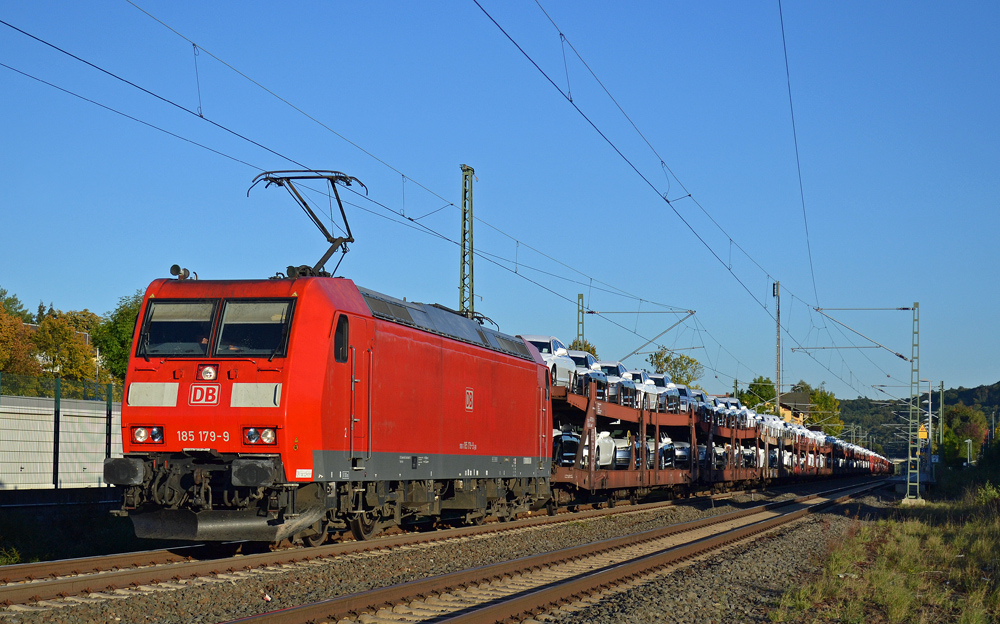
Ein Autotransport-Ganzzug von DB Schenker Rail auf der Dillstrecke bei Ehringshausen (Oktober 2015).

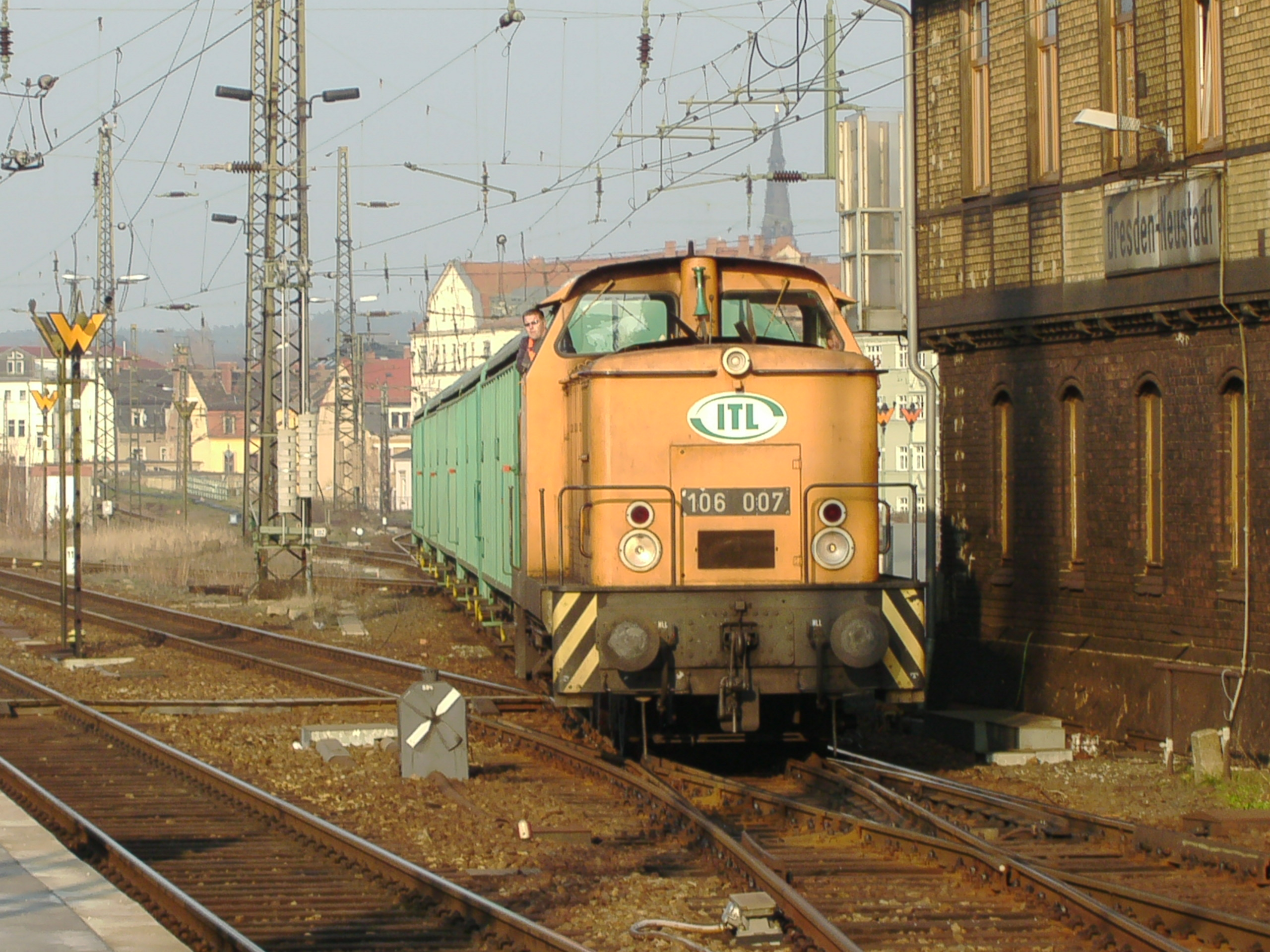
Der aus Wilthen kommende Schnapszug der ITL erreicht den Bf Dresden-Neustadt

Ein Ganzzug ist ein Güterzug, der vom Start- zum Zielbahnhof ohne Änderung der Zusammensetzung verkehrt. Das zugehörige Produkt des Schienengüterverkehrs wird Ganzzugverkehr genannt.
Weitere Produktionssysteme des Schienengüterverkehrs sind der Einzelwagenverkehr und der Kombinierte Verkehr.

## Begriff
Ein Ganzzug verkehrt vom Start- zum Zielbahnhof ohne Änderung der Zusammensetzung; im weiteren Sinne gehören auch Blockzüge zu den Ganzzügen, welche aus größeren Wagengruppen oder halben Ganzzügen verschiedener Verlader gebildet werden. Neben der unveränderlichen Zusammensetzung wird die Definition zur Beschreibung des Begriffs Ganzzug teilweise noch um weitere Kriterien erweitert, z. B.:
- Rail Cargo Group (RCG) definiert Ganzzüge als Güterzüge, die zur selben Zeit, von ein und demselben Absender, in ein und demselben Versandbahnhof, über ein und denselben Beförderungsweg, an ein und denselben Empfänger, nach ein und demselben Bestimmungsbahnhof verkehren (laut Frachtbrief).[7]
- Stuhr (2023) beschreibt einen Ganzzug als Zug, der „...von einem Kunden mit einer Gutart beladen wird und von dort ein Ziel direkt ansteuert“.[4]
- Berndt (2001) schreibt:  „Bei Ganzzugverkehren werden alle Wagen eines Zuges vom gleichen Versandbahnhof zu einem gemeinsamen Empfangsbahnhof befördert. Die Übergabe erfolgt geschlossen durch den Versender. Der Empfänger übernimmt den Zug in unveränderter Zusammensetzung am Empfangsbahnhof. Ganzzüge können aus Wagenladungen einer Sendung bestehen oder als Bündelung von Einzelwagenverkehren auftreten.“[8]

Je nach Definition können somit auch Güterzüge des Einzelwagenverkehrs, die geschlossen zwischen den Zugbildungsanlagen verkehren, und Züge des Kombinierten Verkehrs als Ganzzüge angesehen werden.

## Beschreibung
Ganzzüge verkehren überall dort, wo große Mengen eines Ladegutes transportiert werden muss (Massengutverkehr). Durch die Bündelung ist ein wirtschaftlicher Transport möglich. Dies erfordert jedoch eine leistungsfähige Infrastruktur am Start und am Ziel für die Behandlung und die Be- und Entladung, die sich in der Regel erst bei einem langfristig hohen Transportaufkommen rechnet. Da sich die Zusammensetzung des Ganzzuges während des Transportes von Start bis zum Ziel nicht ändert, können kurze Transportzeiten realisiert werden.
Darüber hinaus sind die Markteintrittsschranken für Eisenbahnverkehrsunternehmen zur Durchführung von Ganzzugverkehren aus folgenden Gründen relativ niedrig:
- Ganzzugverkehre können vollständig von einem Eisenbahnverkehrsunternehmen organisiert und durchgeführt werden, ohne dass dafür ein umfassendes Transportnetzwerk aufgebaut werden muss.
- Die notwendigen Fahrzeuge sind sowohl auf dem Kauf- als auch auf dem Mietmarkt verfügbar.
- Ganzzugverkehre werden von verschiedenen Auftraggebern regelmäßig ausgeschrieben.

Da daher viele Eisenbahnverkehrsunternehmen Ganzzugverkehre anbieten, herrscht in diesem Marktsegment ein starker Wettbewerb. Zusätzlich stehen Ganzzugverkehre bei Massenguttransporten mit geringem Wert oder auf kurzen Distanzen im Wettbewerb zur Binnenschifffahrt bzw. zum Straßenverkehr.
Dadurch ist der Ganzzugverkehr gegenüber dem Einzelwagenverkehr schneller und kostengünstiger. Die Eisenbahn kann hier ihre Systemvorteile im Vergleich zum Lastkraftwagen und teilweise auch zum Binnenschiff zum Ausdruck bringen. Die Beförderung als Ganzzug stellt somit ein Angebot der Eisenbahnverkehrsunternehmen dar, das durch Minimierung von Unterwegsbehandlungen den Anforderungen einer kostenoptimierten Beförderung weitestgehend nachkommt und die Vorzüge der Schiene gegenüber anderen Verkehrsträgern optimal nutzt. Die Vermeidung von Unterwegsbehandlungen bewirkt neben der Entlastung von Verschiebe- und Verschubknotenbahnhöfen (Rangierbahnhöfen) und einer damit verbundenen Kostenreduktion auch eine Minimierung des Beschädigungsrisikos.
Je nach zeitlichem Verlauf des Transportaufkommens werden Ganzzüge als Regel- oder als Sonderzüge gefahren.
Ganzzüge werden in der Regel in Gleisanschlüssen be- und entladen. Teilweise erfolgt die Beladung bei einigen Gütergruppen, wie z. B. in der Land- und Forstwirtschaft auch in Güterbahnhöfen mit Ladegleisen, Laderampen etc.

## Verwendung
Typisch ist der Ganzzug für den Transport von Schüttgütern wie zum Beispiel Kies oder Schotter. In der Montanindustrie werden sie speziell eingesetzt für die Beförderung von:
- Erz vom Hafen zum Stahlwerk oder von
- Kohle vom Hafen oder der Zeche zum Kraftwerk.

Flüssige Massengüter wie Chemikalien werden in Ganzzügen transportiert, die aus Kesselwagen bestehen, zum Beispiel:
- Mineralölprodukte von der Raffinerie zum Tanklager.

Auch beim Transport von Stückgut werden Ganzzüge eingesetzt, zum Beispiel von Kraftfahrzeugen vom Werk ins Auslieferungslager oder in den Verschiffungshafen.

## Bezeichnung
Ganzzüge wurden bei der Deutschen Bahn früher mit dem Zuggattungskürzel Gag bezeichnet, bis 2020 lautete die Abkürzung CT (von englisch Complete Train). Jedoch war nicht jeder Ganzzug auch ein CT. Mit dem Fahrplanwechsel im Dezember 2020 wurde das Kürzel GAG (diesmal jedoch komplett großgeschrieben) wieder eingeführt.
Bei den ÖBB ist das Kürzel GAG heute noch zuhauf in Verwendung. Leerwagenganzzüge werden als LGAG, KLV-Ganzzüge werden als KGAG bezeichnet.